# Suối Cầu Đen
Suối Cầu Đen là một con suối đổ ra Ngòi Phú Khê. Suối có chiều dài 15 km và diện tích lưu vực là 26 km². Suối Cầu Đen chảy qua các tỉnh Bắc Giang, Thái Nguyên.